# Pau d'Arco do Piauí
Pau d'Arco do Piauí é um município brasileiro do estado do Piauí. Com uma área total de 430,814 km², sua população foi estimada em 4 045 habitantes, conforme dados do IBGE de 2019. O município foi criado pela Lei Estadual n.º 4.904, de 29 de janeiro de 1997, sancionada pelo governador Mão Santa, e foi instalado em 1º de janeiro de 2001.

## Geografia
O município é limitado a norte por Altos, a sul por Campo Maior, a leste por Coivaras, a a oeste por Demerval Lobão e Teresina.

## Economia
O comércio, a agricultura e a pecuária são as principais atividades da cidade.

## Educação
Nível de escolarização: Especificamente, de jovens de 6 a 14 anos, correspondendo a 98,1%